# Napo
Napo (španělsky Río Napo) je řeka v Jižní Americe. Protéká Ekvádorem a Peru. Je levým přítokem řeky Amazonky. Je 800 km dlouhá.

## Průběh toku
Pramení v Andách v Ekvádoru nedaleko sopky Cotopaxi.

## Vodní režim
Velký průtok má od června do srpna.

## Využití
Vodní doprava pro nevelké lodě je možná na dolním toku.